# Lambach, Österrike
Lambach är en ort och kommun i Österrike. Den ligger i distriktet Wels-Land i förbundslandet Oberösterreich,  190 kilometer väster om huvudstaden Wien. 
Kommunen består av fyra orter (Ortschaften) (inom parentes invånarantal 1 januari 2024):
- Fischerau (9)
- Lambach (3 693)
- Schußstatt (89)
- Ziegelstadl (65)